# Mariam Coulibaly (athlétisme handisport)
Pour les articles homonymes, voir Mariam Coulibaly.
Mariam Coulibaly, née en 1982, est une athlète handisport malienne.
Aux Jeux de l'avenir des personnes handicapées, en 2009, elle remporte une médaille d'or, une d'argent et une de bronze en haltérophilie,.
Elle remporte la médaille de bronze au lancer du javelot aux Jeux africains de 2015.
Elle se marie à Kassim Diarra en février 2016.